# 川野将虎
川野 将虎（かわの まさとら、1998年10月23日 - ）は、日本の陸上競技選手。専門は競歩。東洋大学総合情報学部総合情報学科卒業。旭化成所属。35km競歩の元世界記録保持者、50km競歩の日本記録保持者である。

## 来歴
自衛官の父が熊本市勤務時に、宮崎県日向市で生まれる。日向市は父の実家のある場所だった。
小中学校は静岡県小山町にある学校を、高等学校は静岡県御殿場市にある学校をそれぞれ卒業した。
この生い立ちから、出身地について「宮崎県（日向市）」とする文献と、「静岡県（小山町）」とする文献とがある。
2019年10月27日、第58回全日本50km競歩高畠大会（山形県）において、3時間36分45秒の日本新記録で優勝し、2020年東京オリンピックの日本代表選手に選出された。
2021年度より大学の同期で20km競歩で東京オリンピック日本代表選手に内定している池田向希とともに旭化成へ入社した。
2020年東京オリンピック男子50km競歩では、暑さのために内臓にダメージを受け、41-42km付近で路上に倒れ込み、コース脇で嘔吐するアクシデントがあったものの最後まで粘り、6位に入賞した。痙攣も起こしており、ゴール直後は熱中症の疑いでメディカルに直行した。
2024年パリオリンピックの陸上競技混合競歩リレーでは、岡田久美子とペアを組み8位入賞となった。
2024年10月27日の日本選手権35キロ競歩では、2時間21分47秒の世界新記録で優勝し、派遣設定記録を突破して、2025年世界陸上競技選手権大会の代表に内定した。